# ネヴシェヒル・カッパドキア空港
ネヴシェヒル・カッパドキア空港（ネヴシェヒル カッパドキアくうこう、土: Nevşehir Kapadokya Havalimanı）は、トルコ共和国ネヴシェヒル県ネヴシェヒルにある空港。ネヴシェヒル空港と略される。市中心部より30km離れている。カッパドキア地域の空の玄関として1998年に開港した。それまでのカッパドキア地域の空の玄関はカイセリ空港であった。
ターキッシュ エアラインズがイスタンブールとの間、サンエクスプレスがイズミルにそれぞれ定期路線を運航しているほか、フリーバード航空がドイツ・ハンブルクとの間に季節便を運航している。

## 就航路線
| 航空会社                  | 就航地                                              |
| ------------------------- | --------------------------------------------------- |
| ターキッシュ エアラインズ | イスタンブール、イスタンブール/サビハ・ギョクチェン |